# 厄瓜多尔早熟禾
厄瓜多尔早熟禾是禾本科早熟禾属下的一个物种，模式产地在厄瓜多尔，亦分布于哥伦比亚和秘鲁。种加词意思是厄瓜多尔的。